# Shirkuh
Asad al-Dîn Shîrkûh (Chirkouh, ou Şêrko en kurde)(اسد الدين شيركوه, Siracons dans les écrits de Guillaume de Tyr), mort en 1169, est un général kurde de Nur ad-Din, atabeg d’Alep et de Damas. Il est également devenu vizir d'Égypte en 1169. Il est membre de la famille des Ayyoubides et oncle de Saladin qui lui a succédé en Égypte.

## Biographie

### Officier des Seldjoukides
Shirkuh est le fils de Shadhi ibn Marwan, un chef kurde, et un frère de Ayyub. La famille appartenait au clan kurde de Rawadiya, lui-même branche de la tribu Hadhabani. Ils étaient parents de la dynastie kurde des Shaddadides et, quand le dernier d'entre eux fut déposé à Dvin en 1130, Shadhi emmena sa famille d'abord à Bagdad puis à Tikrit, où il est nommé gouverneur par Bihruz, commissaire du sultan seldjoukide auprès du calife. Shadhi meurt peu après et Ayyub lui succède comme gouverneur de Tikrit.
En 1132, le calife Al-Mustarchid profite de la mort du sultan Mahmoud II et de la lutte pour sa succession pour tenter de s'émanciper de la tutelle seldjoukide. Zengi, émir de Mossoul marche sur Bagdad pour soutenir les seldjoukides, mais est battu près de Tikrit par l'armée du calife. Encerclé avec son armée au bord du fleuve, il ne doit son salut qu'à Ayyub qui lui fait traverser le fleuve et l'aide à s'enfuir. Vers 1137, les deux frères quittent Tikrit, quelques jours après la naissance de Saladin, pour rejoindre Zengi, qui nomme Ayyub gouverneur de Baalbek.

### Officier des Zengides
Plus tard, Chirkouh devient l'homme de confiance de Nur ad-Din et l'accompagne en Syrie en 1146. En 1149 il tue le prince Raymond d’Antioche lors de la bataille d’Inab[réf. nécessaire] . En 1154 Nur ad-Din l’envoie avec son frère Ayyoub pour affaiblir l’influence de l’atabeg Mujir ad-Din Abaq et l’isoler, de sorte que Nur ad-Din prend la ville sans difficulté le 18 avril 1154. En mai 1157, Nur ad-Din envisage de prendre Panéas aux Francs et envoie Shirkuh à la tête d’un détachement entre Panéas et Toron. Ayant mal évalué l’importance de sa troupe, une centaine de chevaliers francs l’attaquent, mais sont défaits, capturés et envoyés à Damas (18 mai 1157), mais  cette victoire ne permet pas la prise de Panéas, car le roi Baudouin III de Jérusalem vient secourir la place assiégée. Peu après, au mois d’octobre 1157, Nur ad-Din est atteint d’une grave maladie  et il semble cependant que Shirkuh ait voulu s’emparer de Damas, mais ne fit pas, suivant les conseils de son frère Ayyoub qui lui dit  « Tu nous expose tous à périr. Il vaut mieux que tu retournes à Alep. Si Nur ad-Din est encore en vie, tu lui offriras sur le champ tes hommages. Et s’il est déjà mort, je reste à Damas et nous nous en rendrons maître, selon ton désir ». Cette adresse fait que Nur ad-Din ne se rend compte de rien et confie Damas à Shirkuh pendant sa maladie. Nur ad-Din se rétablit au mois d’avril 1158, et Shirkuh lance peu après, en mai, un raid dans le comté de Sidon, mais y subit un revers et une partie de sa troupe est capturée.

### La conquête de l'Égypte
Quelques années plus tard, en 1163, Dirgham, un officier égyptien et le grand chambellan se révolte contre le vizir Shawar. Ce dernier réussit cependant à s’enfuir et à se réfugier à la cour de Nur ad-Din.
Shawar demande alors à Nur ad-Din de l’aider à revenir au vizirat d’Égypte. Ce dernier est cependant réticent, car il ne tient guère à intervenir dans le guêpier que représentent les affaires égyptiennes. Mais il apprend que le roi Amaury Ier de Jérusalem tente une incursion en Égypte et assiège la ville de Bilbéis, sans succès en raison de la crue. Comme il ne souhaite pas laisser le roi de Jérusalem s’implanter dans la vallée du Nil et que Shawar lui promet de lui verser des indemnités de guerre ainsi qu’un tribut, il envoie en mai 1164 une armée commandée par Shirkuh, un de ses lieutenants. L'action, coordonnée avec une opération de diversion pour détourner les Francs de l'Égypte, réussit, Dirgham pris de court ne peut organiser la défense, est renversé et tué pendant sa fuite. Une fois rétabli au vizirat, Shawar somme Shirkuh de quitter l'Égypte immédiatement et sans avoir reçu les indemnités promises. Shirkuh déclare alors qu'il ne quittera pas le pays sans les sommes promises.
Comme il ne fait pas confiance à ses propres troupes, Shawar envoie un message au roi Amaury Ier lui demandant son aide contre Shirkuh. Trop heureux du prétexte, Amaury et son armée se rendent en Égypte et font leur jonction avec les troupes de Shawar. Shirkuh se retranche alors dans Bilbéis, que les alliés assiègent aussitôt. Shawar craint que la défaite d'un des deux camps le mette à la merci de l'autre camp, aussi cherche-t-il à gagner du temps en retardant l'assaut. Effectivement, le temps joue pour lui car Nur ad-Din, pour dégager son lieutenant, envahit la principauté d'Antioche, bat Bohémond III à Harrim et le capture. Obligé de rentrer en hâte pour défendre Antioche, Amaury Ier conclut une paix avec Shirkuh et les deux armées évacuent simultanément l'Égypte en novembre 1164.
Durant les trois années suivantes, Shirkuh ne va cesser de demander à Nur ad-Din l'autorisation et les moyens de se venger de Shawar. Mais Nur ad-Din préfère maintenir le statu quo à propos de l'Égypte, car il en maintient également les Francs à l'écart. Selon Guillaume de Tyr, Shirkuh entreprend même une démarche auprès du calife abbasside, lui faisant miroiter la possibilité de faire disparaître le califat concurrent, et de confession chiite, mais Ibn al-Athir est muet sur ce point. Shawar, inquiet de ces démarches contre lui, négocie un traité d'assistance mutuelle avec Amaury. En l'apprenant, Nur ad-Din donne son autorisation et une troupe de deux mille cavaliers qui quittent Damas en janvier 1167. Les deux armées franques et zengides arrivent simultanément en Égypte. Shirkuh ne peut envisager de marcher directement sur le Caire et se retranche à Gizeh. Les Francs concluent un pacte d'alliance avec l'Égypte qui est ratifié par le calife Al-Adid. Puis les armées s'affrontent à Bâbain-Ashmûnain et Shirkuh l'emporte, mais les Francs n'ont subi que peu de perte. Shirkuh prend Alexandrie, dont il confie la garde à son neveu Saladin, puis se rend en Haute Égypte où il assiège la ville de Qûs pendant que les Francs et les Égyptiens assiègent Alexandrie. Encore une fois, Amaury et Shirkuh concluent la paix et évacuent simultanément l'Égypte, mais Amaury y laisse un protectorat sur le pays ainsi qu'une petite troupe chargée de percevoir le tribut.
La présence des Francs au Caire irrite la population, et Amaury envoie Guillaume de Tyr à Byzance afin de mettre au point une action concertée en vue de conquérir l'Égypte. L'apprenant, Shawar se rapproche de Nur ad-Din et Amaury, poussé par ses barons qui dénoncent la traitrise du vizir, envahit l'Égypte. Pendant que Shawar tente de négocier avec Amaury, le calife Al-Adid envoie un message à Nur ad-Din lui demandant son aide. Quand les Francs arrivent devant le Caire, ils trouvent la ville incendiée, les habitants ayant préféré livrer leur ville aux flammes qu'aux Francs. Devant une telle détermination, Amaury préfère battre retraite et quitte l'Égypte le 2 janvier 1169, peu avant que Shirkuh n'y arrive. Dès le 18 janvier, Shawar est attiré dans une embuscade et tué des propres mains de Saladin, et Shirkuh devient vizir d'Égypte, mais meurt le 23 mars 1169 d'un repas trop copieux, laissant le pays à son neveu Saladin.

## Mariages et enfants
Il laisse comme enfants :
- Nasser ad-Din Mohammed († 1186), émir de Homs  de 1180 à 1186.